# Don Budge
John Donald ("Don" vagy "Donnie") Budge (Oakland, Kalifornia, 1915. június 13. – Scranton, Pennsylvania, 2000. január 26.) tizennégyszeres Grand Slam-tornagyőztes amerikai teniszjátékos.
Azzal írta be nevét a sportág történetébe, hogy nemzetiségtől és nemtől függetlenül ő volt a világon az első teniszező, aki teljesítette a klasszikus naptári Grand Slamet. A karrier Grand Slamet teljesítők sorában Fred Perry után a második volt, és máig ő az a férfi játékos, akinek ez a legfiatalabbként sikerült.
Nevéhez fűződő további rekord, hogy ő ez egyetlen férfi játékos, akinek háromszor (ezen belül 1938-ban egy évben kétszer) sikerült elérnie a triple crown címet, amelyhez egy tornán belül az egyéni, a páros és a vegyes páros bajnoki címet is meg kell szerezni. 
1934–1938 közötti amatőr pályafutása során 26 egyéni tornagyőzelmet szerzett. Ezt követően 1939-től profi játékosként játszott tovább. A második világháború előtti és alatti években megnyerte a három legrangosabb profi tornát is, a Wembly Pro és a French Pro trófea 1939-ben, a U.S. Pro 1940-ben és 1942-ben lett az övé. A háború alatt szerzett maradandó vállsérülése miatt korábbi formája nem tért vissza, és bár még számos tornán indult, és sikereket is ért el, a háború előtti teljesítményét nem tudta fenntartani. 1955-ben vonult vissza.
1964-ben az International Tennis Hall of Fame tagjai közé választották. Neve a különböző sportmédiumok "minden idők legjobb teniszezői" listáin egészen napjainkig rendszeresen szerepel. 2000-ben, 84 éves korában hunyt el.

## Grand Slam győzelmek

### Egyéni
| Év   | Helyszín        | Borítás | Ellenfél            | Eredmény                |
| ---- | --------------- | ------- | ------------------- | ----------------------- |
| 1937 | Wimbledon       | Fű      | Gottfried von Cramm | 6–3, 6–4, 6–2           |
| 1937 | US Open         | Fű      | Gottfried von Cramm | 6–1, 7–9, 6–1, 3–6, 6–1 |
| 1938 | Australian Open | Fű      | John Bromwich       | 6–4, 6–2, 6–1           |
| 1938 | Roland Garros   | Salak   | Roderich Menzel     | 6–3, 6–2, 6–4           |
| 1938 | Wimbledon (2)   | Fű      | Bunny Austin        | 6–1, 6–0, 6–3           |
| 1938 | US Open (2)     | Fű      | Gene Mako           | 6–3, 6–8, 6–2, 6–1      |

### Páros
| Év   | Helyszín  | Borítás | Partner   | Ellenfelek                     | Eredmény           |
| ---- | --------- | ------- | --------- | ------------------------------ | ------------------ |
| 1936 | US Open   | Fű      | Gene Mako | Wilmer Allison John Van Ryn    | 6–4, 6–2, 6–4      |
| 1937 | Wimbledon | Fű      | Gene Mako | Pat Hughes Raymond Tuckey      | 6–0, 6–4, 6–8, 6–1 |
| 1938 | Wimbledon | Fű      | Gene Mako | Henner Henkel Georg von Metaxa | 6–4, 6–3, 3–6, 8–6 |
| 1938 | US Open   | Fű      | Gene Mako | John Bromwich Adrian Quist     | 6–3, 6–2, 6–1      |

### Vegyes páros
| Év   | Helyszín  | Borítás | Partner             | Ellenfelek                      | Eredmény       |
| ---- | --------- | ------- | ------------------- | ------------------------------- | -------------- |
| 1937 | Wimbledon | Fű      | Alice Marble        | Simonne Mathieu Yvon Petra      | 6–4, 6–1       |
| 1937 | US Open   | Fű      | Sarah Palfrey Cooke | Sylvie Jung Henrotin Yvon Petra | 6–2, 8-10, 6–0 |
| 1938 | Wimbledon | Fű      | Alice Marble        | Sarah Fabyan Henner Henkel      | 6–1, 6–4       |
| 1938 | US Open   | Fű      | Alice Marble        | Thelma Coyne Long John Bromwich | 6–1, 6–2       |

## Fordítás
Ez a szócikk részben vagy egészben  a   Don Budge című angol Wikipédia-szócikk ezen változatának fordításán alapul.  Az eredeti cikk szerkesztőit annak laptörténete sorolja fel. Ez a jelzés csupán a megfogalmazás eredetét és a szerzői jogokat jelzi, nem szolgál a cikkben szereplő információk forrásmegjelöléseként.